# Tove Søby
Tove Søby (Kopenhagen, 23 januari 1933) was een Deens kanovaarster.
Søby won tijdens de Olympische Zomerspelen 1956 een bronzen medaille in de K1 500m in haar enige deelname.
Søby werd een keer derde op de wereldkampioenschappen.

## Belangrijkste resultaten

### Olympische Zomerspelen
| Editie | Plaats    | Resultaten |
| ------ | --------- | ---------- |
| 1956   | Melbourne | K1 500m    |

### Wereldkampioenschappen vlakwater
| Jaar | Plaats | Resultaten |
| ---- | ------ | ---------- |
| 1954 | Mâcon  | K1 500m    |